# Auguste Durand
Pour les articles homonymes, voir Auguste Durand (homonymie) et Durand.
Auguste Durand, né Marie-Auguste Massacrié-Durand  à Paris le 19 juillet 1830 et mort dans le 8e arrondissement de Paris le 31 mai 1909,  est un organiste et éditeur français.

## Biographie
Il étudie l'orgue avec François Benoist et pratique cet instrument en 1849 à Saint-Ambroise, puis à Sainte-Geneviève, Saint-Roch et Saint-Vincent-de-Paul (1862-1874). Parallèlement, il devient critique musical et compose. Deux morceaux sont populaires : sa chaconne et sa valse pour piano. C'est lui qui inaugure le grand-orgue de l'église Notre-Dame de Bergerac en 1867.
Avec Louis Schönewerk, facteur de piano associé à six autres commanditaires, ils fondent la société Durand-Schönewerk & Cie en décembre 1869 et acquièrent l'important fonds Flaxland créé en 1847. L'entreprise s'établit au 4, place de la Madeleine.
À la suite d'un litige avec les six associés, la société est dissoute le 18 mars 1885 et mise en vente sur adjudication en mai 1886. Auguste Durand et Schönewerk rachètent le fonds dans sa totalité et ils reconstituent une société pour cinq ans en y associant le fils, Jacques Durand.
En novembre 1891, il remplace Schönewerk et un changement de raison sociale s'opère pour se nommer : A. Durand & fils qui deviendra  à la mort d'Auguste Durand & Cie.